# Massacro della stazione centrale di Tel Aviv
Il massacro della stazione centrale di Tel Aviv fu un attentato suicida palestinese avvenuto il 5 gennaio 2003 in cui due attentatori suicidi palestinesi si fecero esplodere fuori dalla stazione centrale degli autobus di Tel Aviv a Tel Aviv, in Israele, uccidendo 23 civili e ferendone oltre 100.
Dopo l'attacco, la Brigata dei Martiri di al-Aqsa rivendicò la responsabilità per esso, per poi negare ogni responsabilità.

## L'attentato
Domenica 5 gennaio 2003, due attentatori suicidi palestinesi si fecero esplodere a meno di 500 metri l'uno dall'altro, a 30 secondi di distanza, in un'area affollata di Tel Aviv, fuori dalla stazione centrale degli autobus di Tel Aviv. 23 civili furono uccisi nell'attentato e più di 100 rimasero feriti.

### Vittime
- Sgt. Mazal Orkobi, 20 anni, di Azor;[5]
- Mordechai Evioni, 52 anni, di Holon;[6]
- Moshe (Maurice) Aharfi, 60 anni, di Tel Aviv;[7]
- Igor Zobokov, 32 anni, di Bat Yam;[8]
- Lilya Zibstein, 33 anni, di Haifa;[9]
- Amiram Zmora, 55 anni, di Holon;[10]
- Meir Haim, 74 anni, di Azor;[11]
- Hannah Haimov, 53 anni, di Tel Aviv;[12]
- Boris Tepalshvili, 51 anni, di Yehud;[13]
- Sapira Shoshana Yulzari-Yaffe, 46 anni, di Bat Yam;[14]
- Ramin Nasibov, 25 anni, di Tel Aviv;[15]
- Ilanit Peled, 32 anni, di Azor;[16]
- Andrei Friedman, 30 anni, di Tel Aviv;[17]
- Avi Kotzer, 43 anni, di Bat Yam;[18]
- Viktor Shebayev, 62 anni, di Holon;[19]
- Ion (Nelu) Nicolae, 34 anni, rumeno;[20]
- Mihai Sabau, 38 anni, rumeno;[21]
- Li Peizhong, 41 anni, cinese;[22]
- Steven Arthur Cromwell, 43 anni, del Ghana;[23]
- Krassimir Mitkov Angelov, 32 anni, bulgaro;[24]
- Ivan Gaptoniak, 46 anni, ucraino;[25]
- Guo Aiping, 47 anni, cinese;[26]
- Zhang Minmin, 50 anni, cinese - morì a causa delle ferite riportate il 13 gennaio 2003.[27]